# Banda Marcial de Caracas
La Banda Marcial de Caracas es la institución musical más antigua de Venezuela. Fundada por decreto presidencial de Juan Crisóstomo Falcón (1863-1868), tuvo sus orígenes en la banda marcial del Ministerio de Guerra y Marina.
La batuta de la Banda Marcial de Caracas fue dignamente esgrimida por recordados maestros como Pedro Elías Gutiérrez, Pedro Felice, Antonio Narváez, Horacio Corredor Zerpa, Juan Bautista Carreño, César Viera, Jesús Ignacio Pérez Perazzo, Rosa Briceño Ortiz y Ángelo Pagliuca, entre otros. Actualmente dirigida por el Maestro Aquiles Hernández, músico director, compositor y violinista venezolano de gran trayectoria.

## Historia
La Banda Marcial de Caracas fue fundada mediante decreto presidencial del 17 de diciembre de 1864 durante el mandato del Mariscal Juan Crisóstomo Falcón. Su primer director fue el maestro italiano Albino Abbiati.
Es cierto que el origen de esta agrupación musical es eminentemente militar. Es prudente recordar que en los ejércitos de siglos pasados, los músicos no sólo cumplían sus funciones estrictamente musicales, sino que también jugaban un papel fundamental en lo que a comunicaciones se refiere. En condiciones de batalla, los diferentes toques de corneta comunicaban órdenes concretas a los hombres en el campo, pues es evidente que el alcance de un instrumento como éste supera por mucho la potencia de la voz humana en tiempos previos a las telecomunicaciones (de hecho, muchas bandas marciales contemporáneas de disciplina paramilitar siguen utilizando el "cornetín de ordenes" con fines comunicacionales).
Sin embargo, una vez instaurada la paz en nuestro país, las bandas marciales pasaron a desempeñar un papel diferente, ligado a las actividades cívicas de los tiempos que sucedieron al fin de las luchas armadas. Así fue como la Banda Marcial de Caracas dejó de marchar y se constituyó en un ensamble musical difusor del patrimonio musical venezolano, para el disfrute de todos los caraqueños y venezolanos.
Con un formato en el que predominan los instrumentos de viento, pero lo suficientemente flexible como para dar cabida a instrumentos de cuerda o de cualquier otra familia en general, la Banda Marcial de Caracas ha interpretado (con los más altos estándares de calidad) una inmensa variedad de piezas, de lo popular a lo académico, por lo que se ha hecho de una merecida reputación dentro y fuera de Venezuela.
En 1994, la maestra Rosa Briceño Ortiz, primera mujer en estudiar dirección orquestal y dirigir orquestas en Venezuela, tendría la responsabilidad de llevar la batuta de la Banda Marcial de Caracas.

## Directores
{{Lista de columnas|2|* Albino Abbiati
- Francisco de Paula Magdaleno
- Pedro Elías Gutiérrez
- Pedro Felice
- Antonio Narváez
- Horacio Corredor Zerpa
- Juan Bautista Carreño
- César Viera
- Jesús Ignacio Pérez Perazzo
- Rosa Briceño Ortiz
- José Manuel Guerrero